# Лугинська волость
Лугинська волость — адміністративно-територіальна одиниця Овруцького повіту Волинської губернії Російської імперії та Української держави. Волосний центр — містечко Лугини.
Станом на 1885 рік складалася з 25 поселень, 14 сільських громад. Населення — 8124 особи (4162 чоловічої статі та 3962 — жіночої), 738 дворових господарства.
|                     | Площа, десятин | У тому числі орної, дес. |
| ------------------- | -------------- | ------------------------ |
| Сільських громад    | 8509           | 5252                     |
| Приватної власності | 18277          | 3843                     |
| Казенної власності  | 3              | —                        |
| Іншої власності     | 186            | 92                       |
| Загалом             | 26975          | 9187                     |

Основні поселення волості:
- Лугини (пол. Łuhiny[2])  — колишнє власницьке містечко при річці Жерев за 50 верст від повітового міста, волосне правління, 590 осіб, 83 двори, православна церква, каплиця, школа, постоялий двір, 2 лавки, водяний млин. За 1 версту-винокуренний завод з водяним млином.
- Бовсуни — колишнє власницьке село, 320 осіб, 45 дворів, православна церква, водяний млин.
- Воняйки — колишнє власницьке село, 356 осіб, 52 двори, православна церква.
- Колцки — колишнє власницьке село при річці Кремна, 563 особи, 70 дворів, православна церква, постоялий двір, водяний млин.
- Стара Макаківська Рудня — колишнє власницьке село, 860 осіб, 126 дворів, православна церква, постоялий будинок, кузня, водяний млин.
- Таранівка (Транівка) — колишній власницький хутір при річці Жерев, 35 осіб, 4 двори, 2 шкіряних заводи.